# James Schamus
James Allan Schamus es un productor, escritor y director estadounidense de cine y televisión. Es conocido por escribir las películas  El tigre y el dragón,  Hulk y Lust, Caution dirigidas por Ang Lee y por producir Brokeback Mountain por la que fue nominado al Oscar. Es cofundador de la productora Focus Features.

## Trayectoria
James Schamus nació en Detroit. Estudió en la Universidad de Berkeley. Está casado con Nancy Kricorian con quien tiene dos hijos. Ahora es profesor de la Universidad de Columbia.
Ha escrito o coescrito las películas  El tigre y el dragón,  Hulk, Lust, Caution, La tormenta de hielo y Comer, beber, amar. Dentro de la productora Focus Features, Schamus supervisó la producción y distribución de películas como Lost in Translation,  Milk y Eternal Sunshine of the Spotless Mind.
Hizo su debut como director con la película Indignación basada en la novela de Philip Roth.
Incursionó en la televisión con la serie  Somos. para Netflix. La escribió junto con Monika Revilla y la novelista Fernanda Melchor. La serie está basada en la historia real de la masacre de Allende perpetrada por el cártel de Los Zetas en 2011 y detonada por una operación fallida de la DEA. Es la primera serie que aborda la guerra contra el narcotráfico en México desde la perspectiva de las víctimas en lugar de la de los narcotraficantes.

## Premios y nominaciones
Premios Óscar
| Año  | Categoría              | Película           | Resultado |
| ---- | ---------------------- | ------------------ | --------- |
| 2001 | Mejor guion adaptado   | Tigre y dragón     | Nominado  |
| 2001 | Mejor canción original | Tigre y dragón     | Nominado  |
| 2006 | Mejor película         | Brokeback Mountain | Nominado  |